# Prieuré des Deux-Amants
Pour les articles homonymes, voir Les Deux-Amants.
Le prieuré des Deux-Amants ou Sainte-Madeleine du mont des Deux-Amants est un monument de la commune d'Amfreville-sous-les-Monts dans l'Eure. Il se situe au sommet d'un relief local dénommé côte des Deux-Amants,.
L'édifice subsistant figure à l'inventaire général du patrimoine culturel (IGPC) depuis 1986.

## Histoire
L'histoire de l'origine du prieuré est confondue avec une histoire d'amour légendaire,. Un seigneur normand avait une nièce qui aimait un jeune homme de son voisinage et qui en était éperdument aimé. Il déclara à ce jeune homme qu'il ne lui donnerait sa nièce qu'à condition qu'il la porterait, sans se reposer, jusqu'au sommet d'une montagne qu'on voyait des fenêtres de son château; l'amour et l'espérance firent croire à cet amant que le fardeau serait léger; en effet il porta sa bien aimée jusqu'à l'endroit indiqué; mais il expira une heure après des efforts qu'il avait fait. Sa maîtresse, au bout de quelques jours, mourut de douleur et de chagrin. Son oncle, pour expier, fonda sur la montagne un prieuré qu'on appela le prieuré des deux amants.    
Fondé au XIIe siècle, il existait avant 1142 un prieuré de chanoines réguliers de saint Augustin, connu sous le nom des Deux-Amants. Il aurait été fondé par M. de Malmains. Il est autorisé officiellement vers 1150 par Hugues III d'Amiens, archevêque de Rouen. Une charte de 1207 confirme les privilèges du prieuré. Vers 1250, le pape Innocent IV prend l’établissement, par une bulle, sous la protection du Saint-Siège. Une charte autorise Ide de Meulan, dame de Fontaine-Guérard (morte en 1324) à y fonder une chapelle.
Le prieuré reçut de nombreux dons de seigneurs locaux, comme les Roncherolles, dont plusieurs membres y ont trouvé sépulture. Il possédait également le fief de Léchenet, à Triel, situé en arrivant sur le plateau de l'Hautil. 
Le prieuré est ruiné pendant la guerre de Cent Ans, puis pendant les guerres de Religion, subissant un incendie en 1593.
En 1607, le prieuré est placé sous la direction du collège des Jésuites de Rouen. Le prieuré est réformé le 24 mai 1648.
En 1652, il devient la propriété des génovéfains, qui construisent en 1685 le logis. Les jésuites conservent la mense prieurale.
L’église est placée sous le vocable de Jésus-Christ et de sainte Madeleine. « Leurs statues en pierre se voyaient aux deux côtés du portail de l'édifice ». En 1721, les vicaires généraux de Rouen autorisent la démolition de l'ancienne église pour en construire une nouvelle. En 1722, le clocher de l’église est abattu. Le retable du maître-autel est donné à l'église Saint-Michel d'Amfreville-sous-les-Monts. En 1723, une nouvelle église est édifiée. En 1726, Jean IV de Goulet, évêque de Grenoble, consacre la nouvelle église.
À la Révolution, seuls trois chanoines restent. Le 12 novembre 1791, le prieuré est mis aux enchères.
En 1975, le château des Deux-Amants devient maison de retraite, jusqu'en 2007. En 2017, un projet de relance du site est mené par un artiste.

## Liste des prieurs
- 1205 Gilbert
- 1381 Jean d'Auteuil ou de Santeuil
- 1427 Robert Legrand
- 1473 Michel Langlois
- 1490-1499 Étienne de Longuemarre
- 1499-1513 Étienne Bouillet
- 1514-1530 Jean Perroy
- 1530-1587 Nicolas Chanvin
- 1588-1591 Charles Tiercelin
- 1591-1598 Jacques Lecoq
- 1598-1607 Nicolas Tiercelin
- 1607-1620 Nicolas de Neufville
- 1620-1649 Jacques de La Ferté
- 1669-1696 Antoine Brulart
- 1703-1709 Pierre Plesse
- 1760 Henri Vignon
- 1766 François-Nicolas Chaboisseau

## Armes du prieuré
« Trois mains gauches de sable, sur un fond d'azur, représentant le dessus de la main à la vue ; de l'autre côté, un écusson dont le fond est aussi d'azur en ovale, de même que le précédent, avec un chevron, en haut duquel, et entre la pointe, étaient deux roses sans queues, et bas dudit chevron dans le milieu, un croissant doré ».

## Galerie photos

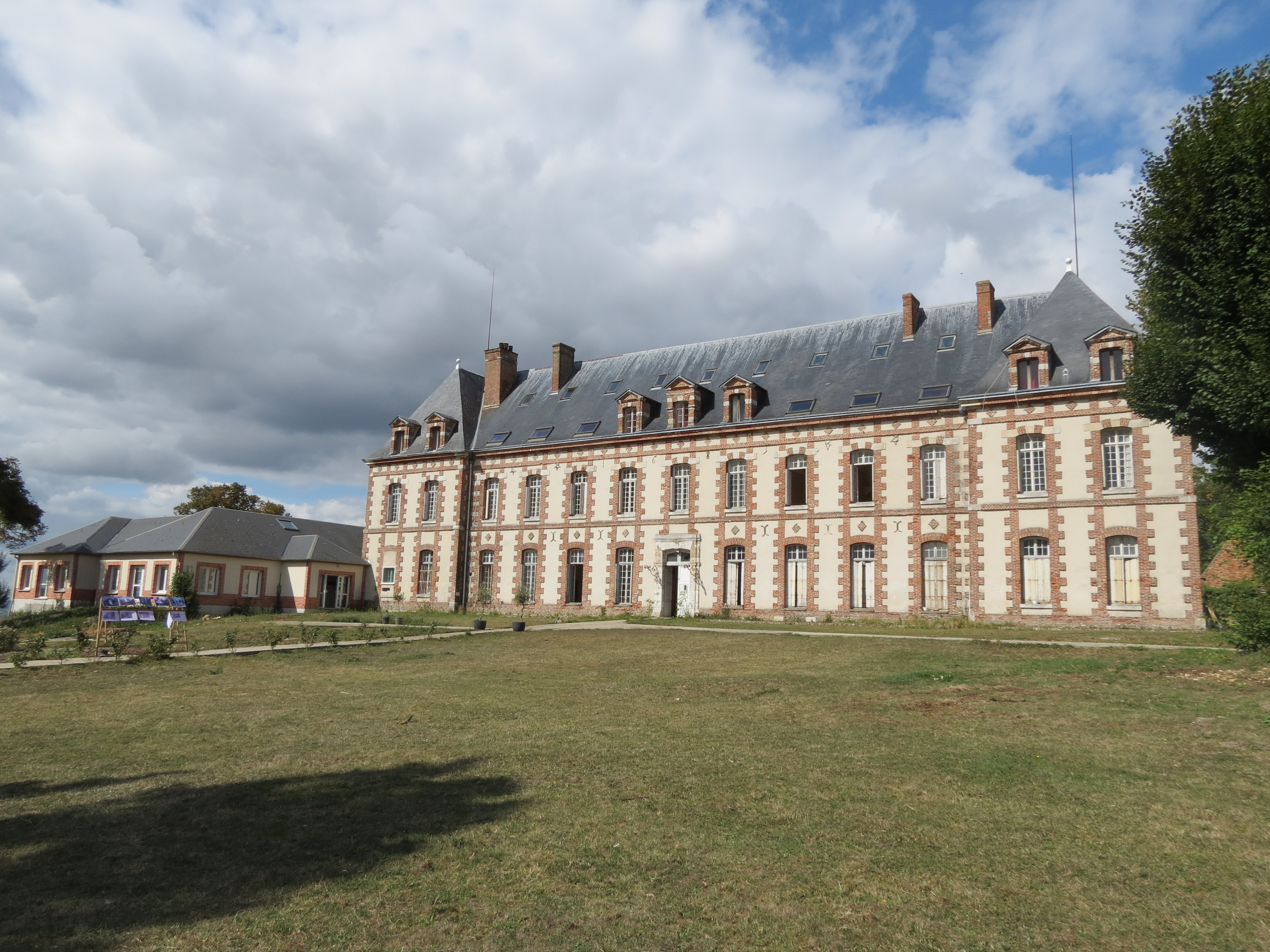
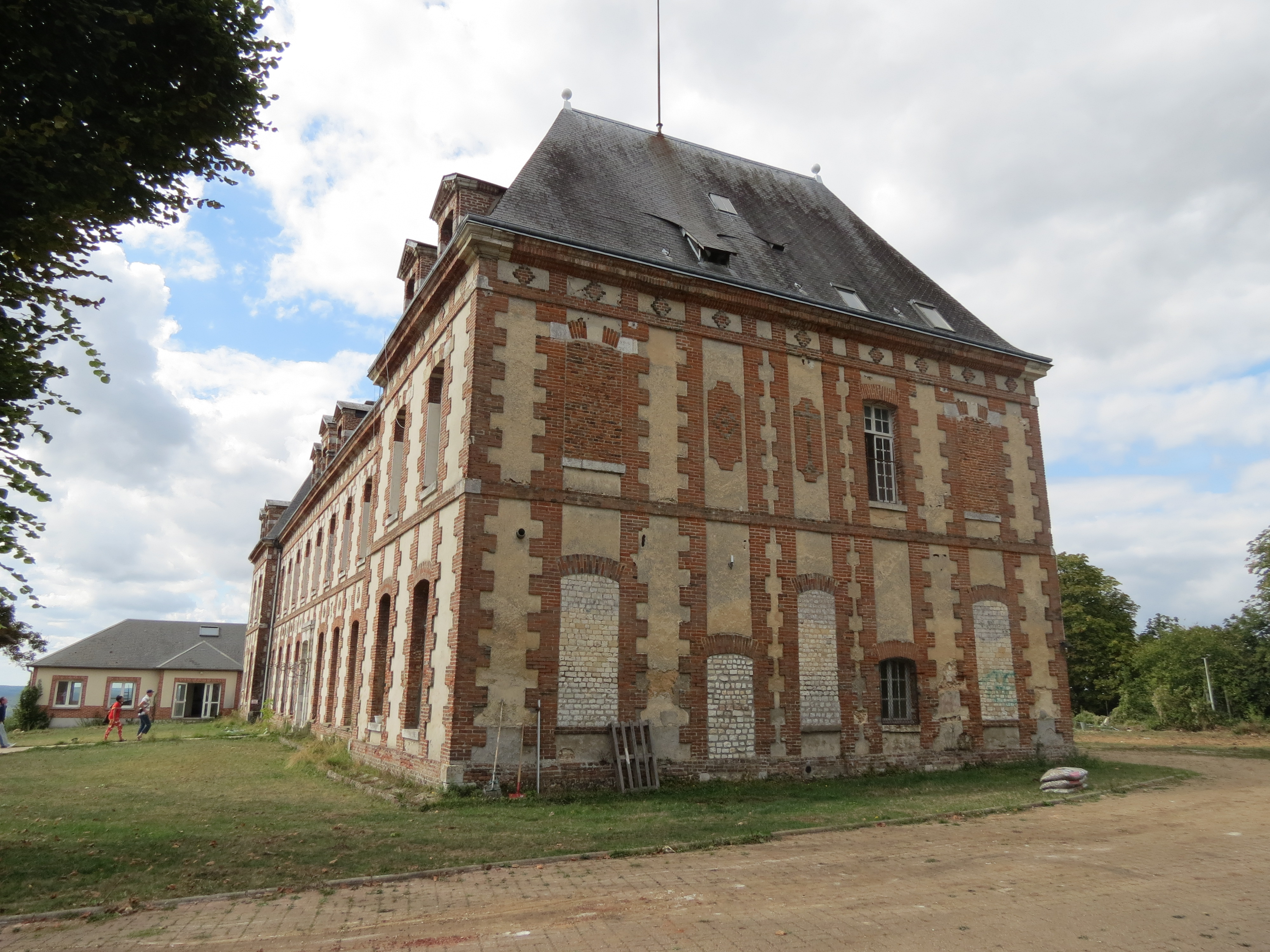
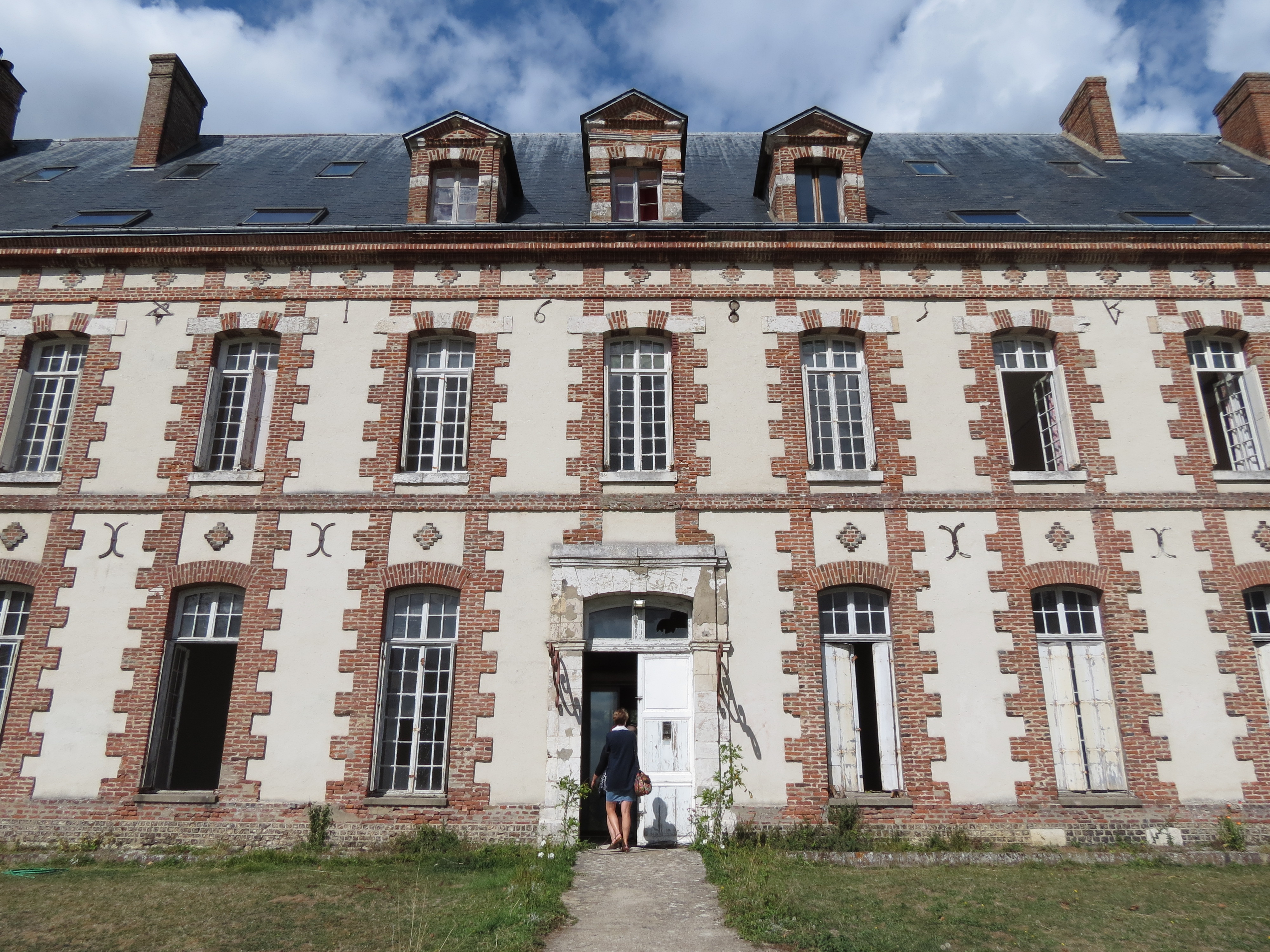
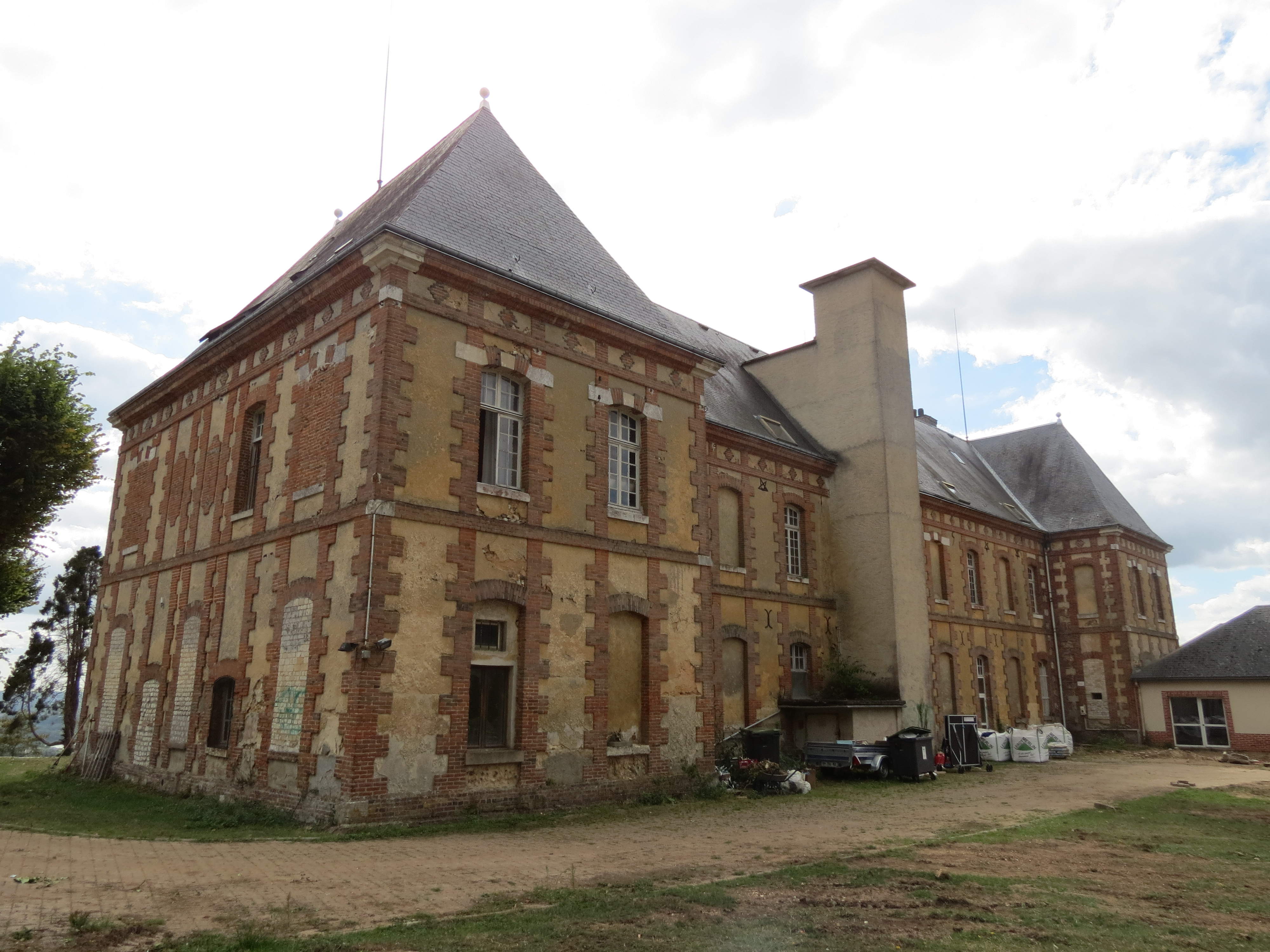
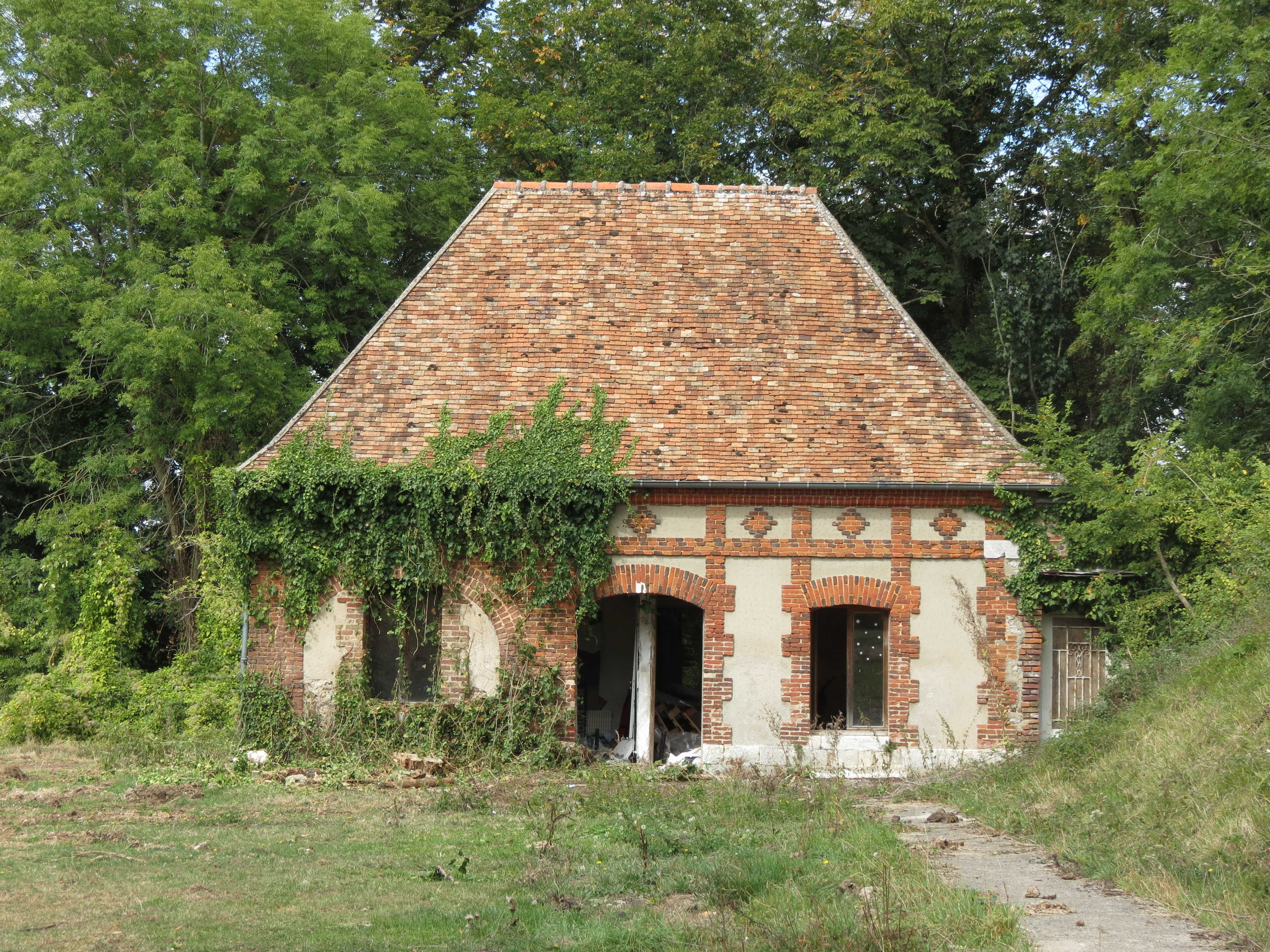